# 1197
[[Категорија: 1197
.| ]]
Година 1197 (MCXCVII) била је проста година која је почела у среду.

## Догађаји
- Википедија:Непознат датум — Цар Хенрик VI угушио је заверу сицилијанске аутономистичке струје, али је убрзо затим...
- 28. септембара Изненада умро Хенрик VI.

### Децембар
- Википедија:Непознат датум — Након Хенрикове смрти његов брат Филип Швапски, маркиз Тоскане, суочен с тешкоћама напустио је Италију.
- Википедија:Непознат датум — У Чешкој је Отокар I преузео власт. Следеће године је од краља Филипа Швапског добио круну с правом наследства.
- Википедија:Непознат датум — Бугарски цар Петар је убијен у завери.
- Википедија:Непознат датум — Бугарског цара Петра наследио је његов брат, Калојан.
- Википедија:Непознат датум — Јерусалимска краљица, Изабела, удала се за Амалриха од Лусињана, Гвидовог брата, који је наследио Кипарско краљевство.
- Википедија:Непознат датум — Амалрих од Лусињана загосподарио је Бејрутом и склопио примирје са султаном Маликом.
- Википедија:Непознат датум — Угарски принц Андрија је од свог брата Емерика отео херцештво над Далмацијом и Хрватском.
- Википедија:Непознат датум — У јесен Стефан Немања, тада већ монах Симеон, дошао је у Свету Гору и тамо проживео наредне две године.
- Википедија:Непознат датум — Крсташки рат 1197.

## Смрти

### Фебруар
- 28. септембар — Хенрик VI, цар Светог римског царства

### Децембар
- Википедија:Непознат датум — Хенрик од Шампање